# Bresanona

Situación de Bressanone en la provincia de Bolzano.

Bresanona[cita requerida] (Bressanone, en italiano; Brixen, en alemán; Persenon o Porsenù, en ladino), es una población en la provincia autónoma de Bolzano (parte de la región autónoma de Trentino-Alto Adigio) en el noreste de Italia.
Aunque con una población relativamente pequeña (19.000 habitantes), es la tercera ciudad de la zona y un popular centro de esquí.
Como en el resto de la provincia, la mayoría de la población habla alemán (aproximadamente el 72%).

## Etimología
El topónimo Brixen probablemente es de origen celta. La ciudad comparte su nombre en alemán con la localidad de Brixen im Thale, en el Tirol austriaco.
En español lo correcto y tradicional es usar Bresanona,[cita requerida] si bien es frecuente encontrar Brixen y Bressanone.

## Símbolos
El escudo de armas más antiguo data de 1297 con el Cordero de Dios, conocido entonces desde 1304 como símbolo del cordero; recuerda la historia de Bresanona como principado episcopal. El 13 de noviembre de 1928, se adoptó un escudo con las murallas de la ciudad y una puerta en el césped en la mitad superior y el cordero en la inferior. El emblema es un cordero argén convertido con un oro halo sobre un fondo de gules; la pata delantera derecha sostiene una bandera con una cruz de gules. El emblema fue otorgado en 1966.
La bandera añade una tira amarilla (iglesia) a la bandera blanca y roja tirolesa.

## Distribución de idiomas
Según el censo de 2011, la mayoría de los residentes (72,8 %) hablan alemán como lengua materna, el 25,8 % habla italiano de forma nativa y el 1,4 % el ladino.

## Historia

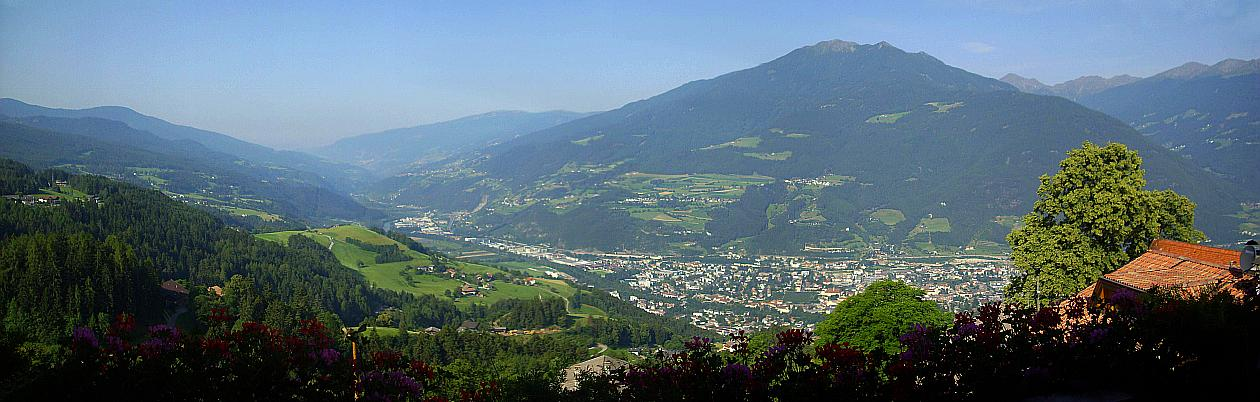
Panorámica.

### Antigüedad
El área de Bresanona se ha asentado desde el Paleolítico superior (VIII milenio a. C.). Se han encontrado otros asentamientos de finales de la Edad de Piedra y en el año 15 a. C., el área fue conquistada por los romanos, que tenían su asentamiento principal en la cercana Säben (Sabiona). Lo mantuvieron hasta alrededor de 590, cuando fue ocupado por bávaros.

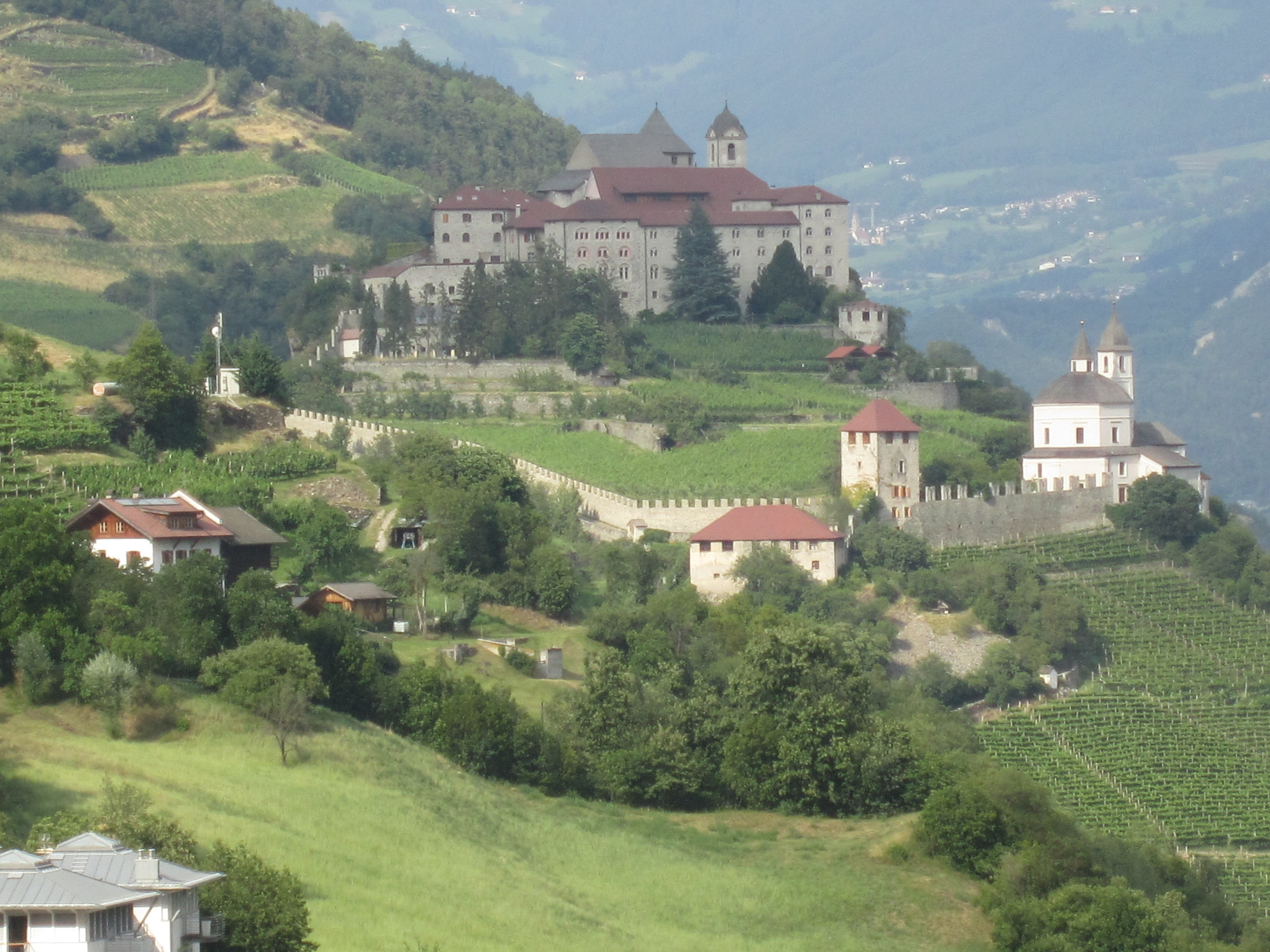
La abadía de Säben.

La primera mención de Bresanona fue en 901 en un documento emitido por el Rey de Alemania, Luis III el Niño, en el que se le asigna un territorio llamado Prihsna a Zacharias, obispo de Säben. Con el paso del tiempo, "Prihsna" se convirtió en el nombre actual de Brixen, en alemán. Los obispos se mudaron aquí desde Säben en 992, después de que la Catedral hubiera sido terminada.
En 1039, el obispo de Bresanona, Poppo, fue elevado a papa por el emperador Enrique III si bien su reinado duró solo 23 días. Sin embargo, en el mismo siglo, Bresanona se convirtió en la sede de un director eclesiástico independiente que, en los años siguientes, luchó por la existencia contra el vecino condado de Tirol. En 1115, se completó una primera línea de muros que rodeaban a Bresanona. En 1512 fue ocupada brevemente por Francia.
El obispado fue secularizado en 1803 y anexado por el Imperio austríaco. Aunque de 1805 a 1814 estuvo en poder del Reino de Baviera. Entre 1851 y 1855, el periodista y escritor checo Karel Havlíček Borovský fue exiliado por el gobierno austriaco a Bresanona. Después del final de la Primera Guerra Mundial, Bresanona fue anexionada por Italia.

## Datos adicionales
- Comprensorio: Valle Isarco-Eisacktal
- Habitantes:
  - 72% de lengua alemana
  - 27% de lengua italiana
  - 1% de lengua ladina (no confundir esta lengua con el ladino judío).
- Alcalde: Andreas Jungmann (SVP)
- Ciudades hermanadas: Ratisbona (Alemania) y Bled (Eslovenia)

## Fracciones
Albes/Albeins, Elvas, Eores/Afers, La Mara/Mahr, Millan/Milland, Monteponente/Pfeffersberg, Sant'Andrea/St. Andrä, Sarnes/Sarns.

## Lugares de interés
- El Museo de la Farmacia de Bressanone

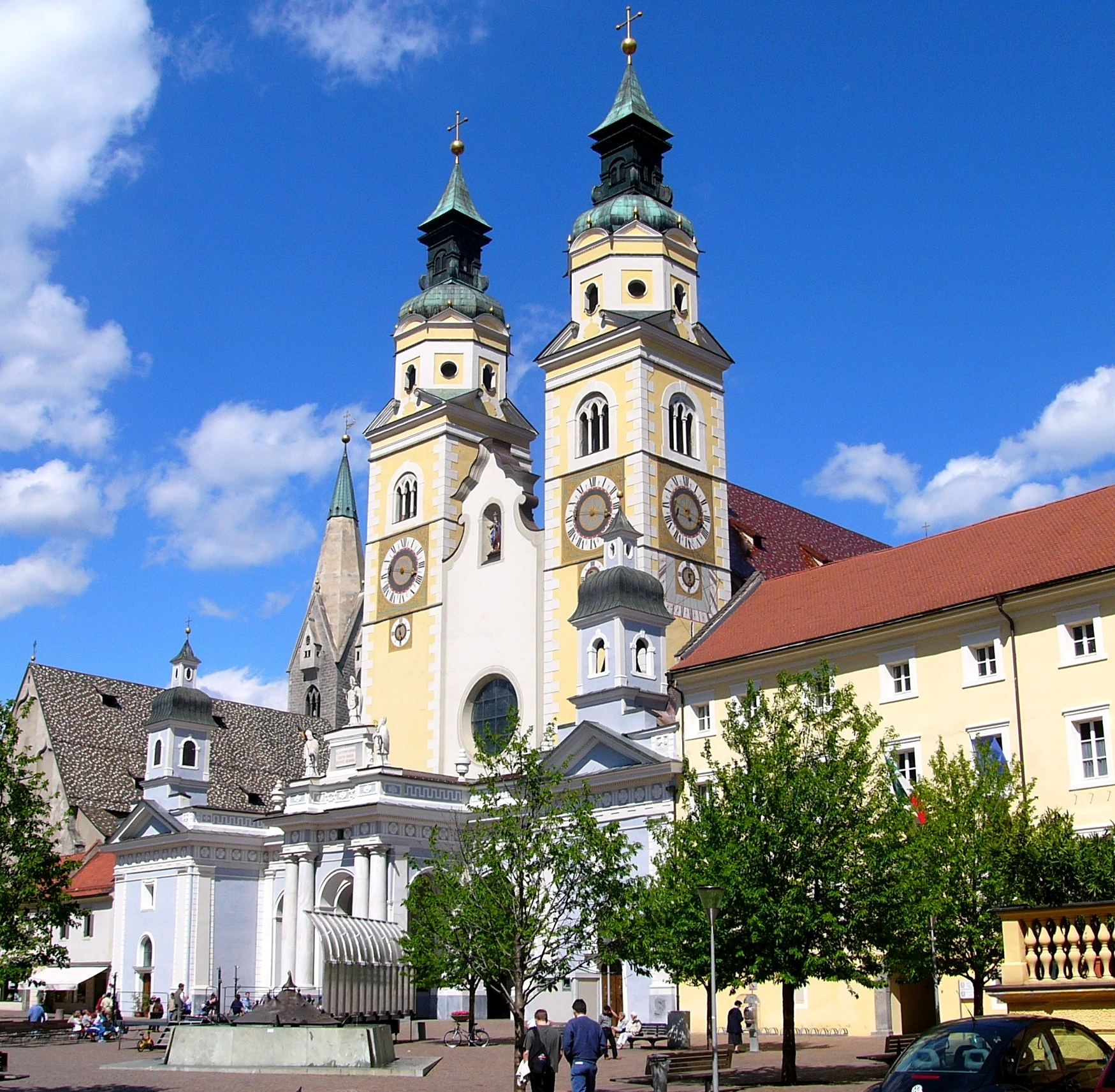
Catedral de Bressanone.

- La Catedral (reconstruida en 1745-1754, siguiendo el estilo barroco)
- El Palacio del Obispo (siglo XIII)
- La iglesia de San Michele (siglos XII-XV)

## Evolución demográfica
| Gráfica de evolución demográfica de Bresanona entre 1921 y 2011              |
|                                                                              |
| Fuente: Istituto Nazionale di Statistica - Elaboración gráfica por Wikipedia |

## Ciudades hermanadas
Bresanona mantiene un hermanamiento de ciudades con:
- Ratisbona, Baviera, Alemania (desde 1969).
- Havlíčkův Brod, Vysočina, República Checa (desde 1992).
- Bled, Eslovenia (desde 2004).